# チッタゴン
チッタゴン（ベンガル語: চট্টগ্রাম, côṭṭôgram, チョットグラム; 英語: Chattogram, Chittagong）は、バングラデシュ南東部のチッタゴン管区の中心都市。チッタゴン県の県都でもある。2011年の人口は372万437人で、首都ダッカに次いで国内2位。バングラデシュ国内最大の港であるチッタゴン港を擁し、数千年にわたって交易地として繁栄してきた。
現在はバングラデシュの輸出入の主な経路であり、毎年多額の収入を貿易によって得るとともに、国内外からの投資を得ている。港湾施設の開発も進められており、インド洋の潮流に合わせた開発がなされている。
2018年に政府公式の英語地名が"Chittagong"（チッタゴン）から"Chattogram"（チョットグラム）に変更された。

## 人口
- 1991年3月13日：209万5232人
- 2001年1月22日：294万1603人
- 2011年3月15日：372万437人

## 地勢
ベンガル湾に臨むカルナプリー川の河口近くに位置する港町である。チッタゴン丘陵地帯に近く、郊外はジャングルとなる。

## 気候
高温湿潤な気候で、年間を通して気温は20度以下にならない。降水量は雨季である夏にもっとも多くなる。ケッペンの気候区分では熱帯モンスーン気候（Am）に属する。短いながらもはっきりとした乾季があり、最少雨月の平均降水量は10ミリメートルにも満たない。
| チッタゴン (1981–2010)の気候                                                                             | チッタゴン (1981–2010)の気候 | チッタゴン (1981–2010)の気候 | チッタゴン (1981–2010)の気候 | チッタゴン (1981–2010)の気候 | チッタゴン (1981–2010)の気候 | チッタゴン (1981–2010)の気候 | チッタゴン (1981–2010)の気候 | チッタゴン (1981–2010)の気候 | チッタゴン (1981–2010)の気候 | チッタゴン (1981–2010)の気候 | チッタゴン (1981–2010)の気候 | チッタゴン (1981–2010)の気候 | チッタゴン (1981–2010)の気候 |
| 月 | 1月                          | 2月                          | 3月                          | 4月                          | 5月                          | 6月                          | 7月                          | 8月                          | 9月                          | 10月                         | 11月                         | 12月                         | 年                           |
| --- | ---------------------------- | ---------------------------- | ---------------------------- | ---------------------------- | ---------------------------- | ---------------------------- | ---------------------------- | ---------------------------- | ---------------------------- | ---------------------------- | ---------------------------- | ---------------------------- | ---------------------------- |
| 最高気温記録 °C （°F）                                                                                   | 31.7 (89.1)                  | 33.9 (93)                    | 37.2 (99)                    | 38.9 (102)                   | 36.7 (98.1)                  | 36.7 (98.1)                  | 34.4 (93.9)                  | 33.9 (93)                    | 35.0 (95)                    | 34.4 (93.9)                  | 34.9 (94.8)                  | 31.1 (88)                    | 38.9 (102)                   |
| 平均最高気温 °C （°F）                                                                                   | 26.0 (78.8)                  | 28.3 (82.9)                  | 30.8 (87.4)                  | 31.9 (89.4)                  | 32.4 (90.3)                  | 31.7 (89.1)                  | 31.0 (87.8)                  | 31.4 (88.5)                  | 31.8 (89.2)                  | 31.7 (89.1)                  | 30.0 (86)                    | 27.2 (81)                    | 30.4 (86.7)                  |
| 日平均気温 °C （°F）                                                                                     | 19.8 (67.6)                  | 22.3 (72.1)                  | 25.7 (78.3)                  | 27.9 (82.2)                  | 28.6 (83.5)                  | 28.4 (83.1)                  | 27.9 (82.2)                  | 28.1 (82.6)                  | 28.3 (82.9)                  | 27.7 (81.9)                  | 24.9 (76.8)                  | 21.2 (70.2)                  | 25.9 (78.6)                  |
| 平均最低気温 °C （°F）                                                                                   | 14.0 (57.2)                  | 16.3 (61.3)                  | 20.5 (68.9)                  | 23.6 (74.5)                  | 24.9 (76.8)                  | 25.4 (77.7)                  | 25.2 (77.4)                  | 25.3 (77.5)                  | 25.2 (77.4)                  | 24.1 (75.4)                  | 20.3 (68.5)                  | 15.8 (60.4)                  | 21.7 (71.1)                  |
| 最低気温記録 °C （°F）                                                                                   | 5.2 (41.4)                   | 6.6 (43.9)                   | 10.2 (50.4)                  | 13.6 (56.5)                  | 14.3 (57.7)                  | 18.1 (64.6)                  | 19.4 (66.9)                  | 19.9 (67.8)                  | 17.2 (63)                    | 12.7 (54.9)                  | 10.0 (50)                    | 7.5 (45.5)                   | 5.2 (41.4)                   |
| 降水量 mm （inch）                                                                                       | 7.3 (0.287)                  | 25.0 (0.984)                 | 55.5 (2.185)                 | 136.4 (5.37)                 | 314.0 (12.362)               | 591.3 (23.28)                | 735.6 (28.961)               | 513.9 (20.232)               | 239.3 (9.421)                | 197.8 (7.787)                | 59.5 (2.343)                 | 14.1 (0.555)                 | 2,889.7 (113.768)            |
| 平均降水日数                                                                                             | 1                            | 2                            | 4                            | 8                            | 13                           | 16                           | 19                           | 17                           | 13                           | 7                            | 3                            | 1                            | 104                          |
| % 湿度                                                                                                   | 73                           | 70                           | 74                           | 77                           | 79                           | 83                           | 85                           | 85                           | 83                           | 81                           | 78                           | 75                           | 79                           |
| 平均月間日照時間                                                                                         | 264.1                        | 244.3                        | 276.4                        | 242.7                        | 227.2                        | 116.7                        | 105.1                        | 124.4                        | 166.7                        | 218.2                        | 241.3                        | 245.5                        | 2,472.6                      |
| 出典1：Bangladesh Meteorological Department                                                              |                              |                              |                              |                              |                              |                              |                              |                              |                              |                              |                              |                              |                              |
| 出典2：Sistema de Clasificación Bioclimática Mundial (extremes), Deutscher Wetterdienst (sun, 1961–1990) |                              |                              |                              |                              |                              |                              |                              |                              |                              |                              |                              |                              |                              |

## 住民構成
歴史上のチッタゴンの住民は多民族からなり、アラブ人、アフガン人、ムガル人が数百年にわたり上陸し、また定住してきた。現在もフィリンギー（Firingi）と呼ばれるポルトガル人の子孫がチッタゴンにおり、カトリックの信仰を守ってかつてのポルトガルの居留地であるパテルガッタに住んでいる。

## 産業
チッタゴンはバングラデシュの商工業の中心地でもあり、国内最大級の企業の本社所在地でもある。チッタゴン北部の郊外にはこうした企業の工場がおかれている。また、シタンクンドにおいて森林関係の遺伝子科学の環境学者を受け入れるエコパークが整備されている。
チッタゴンは、世界最大の自然の浜辺であり一大観光地であるコックスバザールに最も近いバングラデシュの主要都市でもある。また数度にわたってバングラデシュで最も清潔な街の評価を得ており、テレビ局エクシェイ・テレビ（ETV）によって知られる。バングラデシュ政府は、チッタゴンを観光業の拠点としても開発するよう、都市の美しさと周囲の自然環境を武器に投資の誘致に努めている。
この様な環境や政策がある一方で、船舶解体による環境汚染の問題も発生している。（当該記事参照）
- 日経スペシャル ガイアの夜明け シリーズ「進化するリサイクル」第2弾 くず鉄が世界を駆ける（2009年12月1日、テレビ東京）。- チッタゴンでの巨大船舶の解体現場に潜入。

## 文化・教育

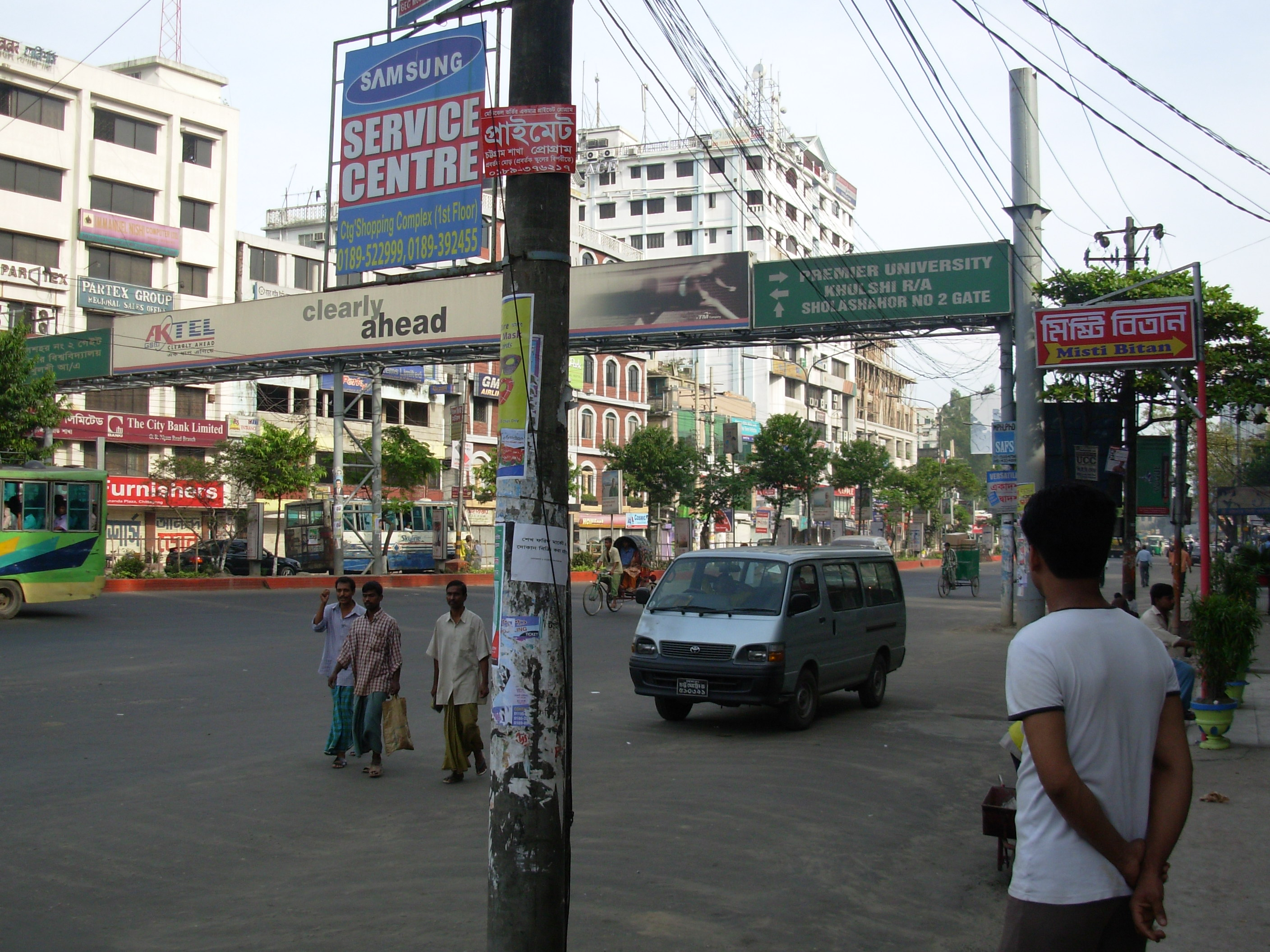

チッタゴンはまた、1966年に開設されたチッタゴン大学をはじめ、バングラデシュ最大級の大学所在地でもある。ほかチッタゴン・カレッジ、チッタゴン・コレギエート・スクール、セント・プラシッド・スクール、シルパカラ・アカデミー、フォズデラート士官学校などの高等教育機関がある。
チッタゴンはバングラデシュにおけるイスラーム文化の中心地でもある。市内にはモスクやミナレットが多数見られる。イスラーム文化が流入した1200年以上前からチッタゴンはベンガルにおけるイスラーム哲学・芸術・建築の中心として周囲に影響を与えてきた。イスラームと学術の中心であるという側面をもつチッタゴンには、内外から注目を集める建造物が残されている。これにはムガル帝国時代のアンデルメカ・ジャーメ・マスジド、カラフルで複数のドームを持つチャンダン・マスジド、17世紀のムガル様式の影響を受けたシャーヒ・ジャーメ・マスジド、現代的なジュマートゥル・ファラー・マスジドなどがある。 booked cox's bazar hotel

## 交通

### 鉄道
市内には、通勤事情を改善するべく敷設された環状線が走っており、中国から導入した高速な通勤列車が運行されている。

## 姉妹都市
- 昆明市（中華人民共和国 雲南省）
- ヴィエンチャン（ラオス人民民主共和国 ヴィエンチャン都）
- ゴイアニア（ブラジル連邦共和国 ゴイアス州）